# Hikme
La rivière Hikme ou rivière de Nih (Nih Çayı) est une rivière turque coupée par le barrage de Mursal. Son cours est contenu dans le district de Divriği dans la province de Sivas. Elle passe dans le village de Mursal qui donne son nom au barrage qui se trouve en amont, puis au sud de Divriği. Elle rejoint la rivière de Çaltı (Çaltı Çayı ou Çaltı Suyu Çayı) affluent de l'Euphrate sur sa rive droite.